# Hilaire Belloc

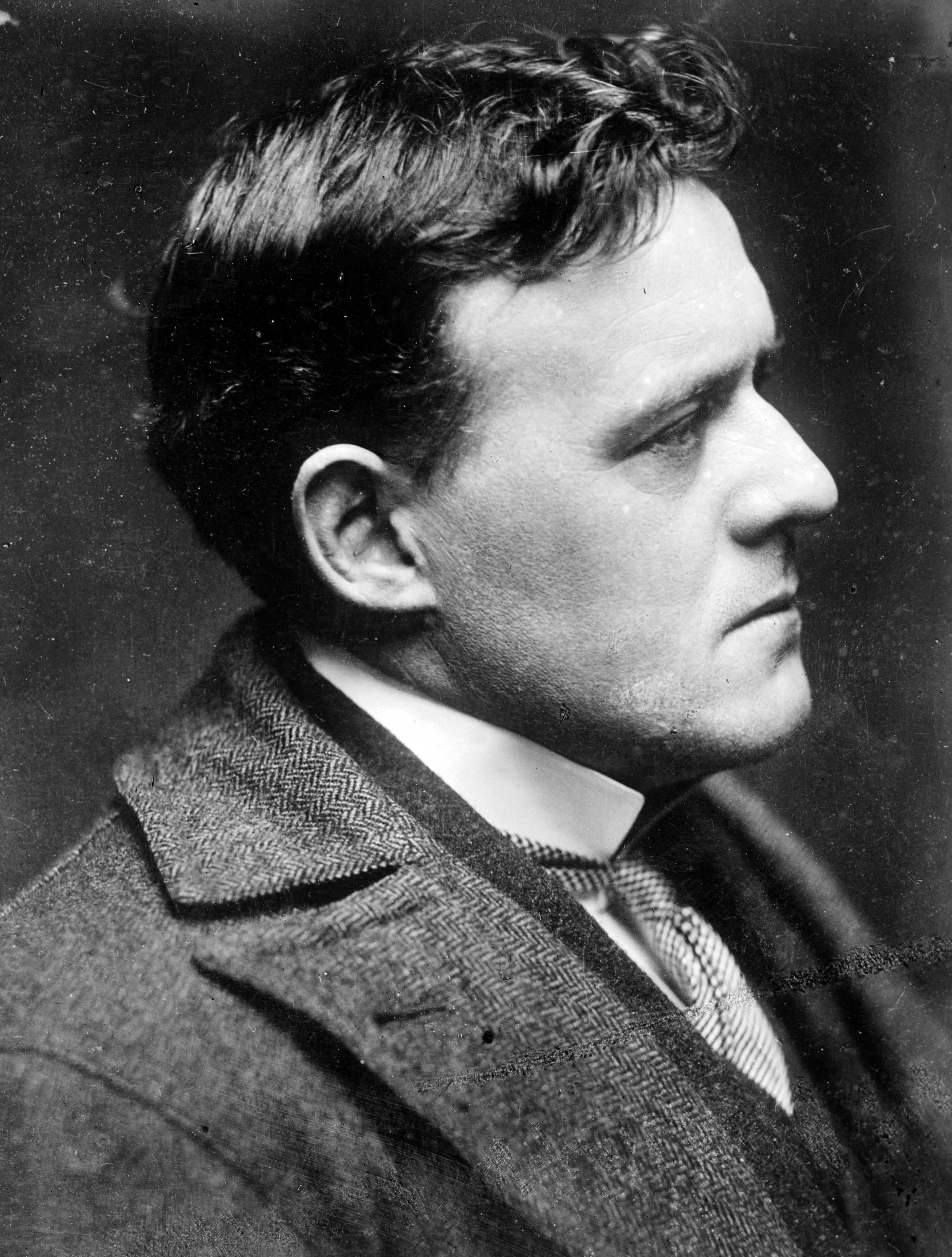
Hilaire Belloc (1910)

Hilaire Joseph Pierre Belloc (* 27. Juli 1870 in La Celle-Saint-Cloud bei Paris; † 16. Juli 1953 in Guildford, Surrey) war ein britischer Schriftsteller französischer Herkunft.

## Leben
Belloc war der Sohn der britischen Feministin Elizabeth Rayner Parkes und des französischen Rechtsanwalts Louis Belloc. Aufgrund des Deutsch-Französischen Kriegs 1870/71 übersiedelten seine Eltern mit ihm nach Großbritannien. Er studierte am Balliol College der University of Oxford und am Gray’s Inn in London. In den Jahren 1906 bis 1910 war er als liberaler Abgeordneter Mitglied des Parlaments. Während dieser Zeit begann er auch als Journalist zu arbeiten. Da er die Politik als heuchlerisch empfand, zog er sich aus dem politischen Leben zurück. Er kritisierte das politische Tagesgeschäft auch in seinen Werken.
Bellocs Frau Elodie verstarb 1910, und er verlor zwei Söhne im Krieg (1918 bzw. 1941). Wenige Tage vor seinem 83. Geburtstag starb Hilaire Joseph Pierre Belloc im Juli 1953 in Guildford, Surrey.

## Weltanschauung
Zusammen mit Gilbert Keith Chesterton war Belloc ein Vertreter des Katholizismus und des Distributismus und somit ein entschiedener Gegner von George Bernard Shaw und Herbert George Wells.
Seine Abneigung gegen den Kapitalismus, hinter dem er jüdische Bankiers und Profiteure wähnte, die angeblich zu viel Einfluss auf Wirtschaft und Politik ausübten, führte dazu, dass er im Dreyfus-Prozess auf der Seite von dessen Gegnern stand und in manchen seiner Werke antisemitische Charakterisierungen anzutreffen sind (z. B. in Emmanuel Burden und Election, in denen ein jüdischer Finanzier in die allerhöchsten politischen Kreise aufsteigt und den Premierminister beeinflussen kann). In seiner Schrift The Jews (1922) sprach er sich dafür aus, Juden ein Heimatland zu geben, um ebendiesen vermeintlichen Einfluss zu reduzieren und die Ausbreitung des Bolschewismus zu unterbinden.

## Werk
Bellocs literarisches Schaffen umfasst weit über 100 Titel; darunter Romane, Erzählungen, Essays, Gedichte und Sachbücher, wie zum Beispiel Biografien.

### Werke (Auswahl)
Briefe
- Robert Speaight (Hrsg.): Letters from Hilaire Belloc. Hollis & Carter, London 1958.

Essays
- Die Kreuzfahrt der Nona („The Cruise of the Nona“, 1925). Übertr. von Sigismund von Radecki. Walter, Olten und Freiburg i. Br. 1953.
- Gespräch mit einem Engel („A conversation with an angel“, 1928). Herold Verlag, Wien 1954.
- Gespräch mit einer Katze und andere Essays („A conversation with a cat“, 1931). Scientia Verlag, Zürich 1940.
- A change in the cabinet. 2. Auflage. Methuen, London 1915.
- Die Juden („The Jews. An essay“, 1922). Kösel & Pustet, München 1927.
- Pongo and the bull. Constable Press, London 1910.
- Der Sklavenstaat („The servile state“, 1912). DVA, Stuttgart 1925.

Kinder- und Jugendbücher
- Klein-Kinder-Bewahr-Anstalt. 15 erbauliche Geschichten zur Warnung vor den schlimmen Folgen jugendlichen Überschwangs („Cautionary Tales for Children“, 1907). Sanssouci Verlag, Zürich 1998, ISBN 3-7254-1139-5 (übersetzt und nachgedichtet durch Hans Magnus Enzensberger); Neuausgabe: L.S.D. (Steidl Verlag), Göttingen 2019, ISBN 978-3-95829-433-2.
- Mathilda, die so schrecklich log ... („Matilda, who told such dreadful lies and was burned to death“). Diogenes Verlag, Zürich 1993, ISBN 3-257-00743-4 (übersetzt durch Harry Rowohlt und illustriert durch Posy Simmonds).

Lyrik
- Complete verse Duckworth Press, London 1981, ISBN 0-7156-0533-X.
- Sonnets and verse. Duckworth Press, London 1978, ISBN 0-7156-0345-0.

Romane
- Emmanuel Burden. Merchant of Thames St. in the City of London, exporter of hardware. Scribners, New York 1979, ISBN 0-404-1464-2 (Nachdr. d. Ausg. New York 1904).
- Mr. Clutterbuck’s election. A novel. Nelson Books, London 1908 (Nelson Library).
- Millionär wider Willen. Roman („Mr. Petre“, 1925). Knaur, Berlin 1927.

Sachbücher
- Die Französische Revolution („The French Revolution“). Goldmann, München 1963.
- Ratschläge für Weine, Speisen und anderes („Advice“). Edition Kupferberg, Mainz 1969.
- Der Weg nach Rom („The path to Rome“). Herder, Freiburg/B. 1964 (Herder-Bücherei; 184).
- Napoleon. The Albatross, Hamburg 1933 (The Albatross Modern Continental Library; 69).
- Oliver Cromwell. Ein Mann seiner Zeit („Cromwell“). Benziger Verlag, Einsiedeln 1936.
- Marie Antoinette („Marie-Antoinette“).Diana-Verlag, Stuttgart 1952.
- Die Wiederherstellung des Eigentums („An essay on the restoration of property“). Verlag Walter, Olten 1948.
- Richelieu. The Albatross, Hamburg 1932 (The Albatross Modern Continental Library; 30).
- James II. Books for Libraries Press, Freeport N.Y. 1971, ISBN 0-8369-5922-1 (Nachdr. d. Ausg. London 1927).
- The historic Thames. A portrait of England’s greatest river. Tauris Press, London 2008, ISBN 978-1-84511-712-2.
- Danton. A biography. Stacey Books, London 1928 (Nachdr. d. Ausg. London 1899).
- Robespierre. A study. Knickerbocker Press, London 1928.

Werkausgabe
- Works. Tauchnitz Verlag, Leipzig 1929/31 (4 Bände, in englischer Sprache).